# Старий Волув
Старий Волув (пол. Stary Wołów) — село в Польщі, у гміні Волув Воловського повіту Нижньосілезького воєводства.
Населення — 482 особи (2011).

## Демографія
Демографічна структура станом на 31 березня 2011 року:
|          | Загалом | Допрацездатний вік | Працездатний вік | Постпрацездатний вік |
| -------- | ------- | ------------------ | ---------------- | -------------------- |
| Чоловіки | 249     | 54                 | 176              | 19                   |
| Жінки    | 233     | 59                 | 127              | 47                   |
| Разом    | 482     | 113                | 303              | 66                   |